# 番長みるく
番長 みるく（ばんちょう みるく、1986年9月15日 - ）は日本で活動するフリーライターおよびミュージカル俳優およびYouTuberである。大阪府豊中市出身。元劇団四季所属。

## 来歴

### アマチュア時代
5歳時の1991年からドイツに渡独しデュッセルドルフに在住し、11歳時の1997年に日本へ帰国した。中学は学校法人千里国際学園中等部に在籍し、高校は同高等部に在籍していた。高校時代に声楽やジャズダンス等を始め、宝塚音楽学校を受験したが不合格だった。高校卒業後は京都女子大学短期大学部文学科英語英文専攻に入学し、卒業後は京都女子大学文学部英文学科に編入する。大学時代は東映俳優養成所に所属し、大学卒業後の2009年10月に劇団四季オーディションに合格し、劇団四季へ入団した。

### 劇団四季時代
2011年2月11日ウィキッド大阪公演のネッサローズ役で初舞台出演を果たし、ミュージカル俳優として舞台活動をスタートさせた。同年9月11日に開幕したサウンド・オブ・ミュージック大阪公演ではシスター・マルガレッタ役で初日から出演し、千秋楽の2012年6月3日まで大阪公演全公演出演を果たした。同年6月24日に開幕したサウンド・オブ・ミュージック福岡公演でも引き続きシスター・マルガレッタ役で初日から出演し、千秋楽の10月14日まで福岡公演全公演出演を果たし、2公演連続全公演出演を達成した。同年11月16日に開幕したサウンド・オブ・ミュージック東京公演も初日からシスター・マルガレッタ役で出演し、2013年2月14日まで連続出演を続け、翌日矢野侑子と交代した。その後は矢野と交代しながら出演を続け、6月26日からはサウンド・オブ・ミュージック名古屋公演にも出演し、7月7日の公演がシスター・マルガレッタ役としての最終出演となった。同年8月3日に開幕したウィキッド東京公演ではネッサローズ役に復帰し、2014年11月6日の公演がネッサローズ役としての最終出演となった。2015年8月9日のサウンド・オブ・ミュージック東京公演からは新たにアンサブル3枠/シュヴァイガー役としてデビューしたが、2016年1月17日のサウンド・オブ・ミュージック東京公演の同役を最後に、2016年3月31日付けで劇団四季を退団した。

### フリー時代
2016年4月からはフリーとなり、改名し舞台俳優兼フリーライターへ転向した。
マッチングアプリジャンルのライティングに強みを持つ。退団後に一般人と入籍し、2018年よりYouTubeチャンネル番長みるく大学を開設し、YouTuberとして活動している。

## 人物
家族構成は両親と妹。配偶者は一般人で2018年に第一子長女と2021年に第二子長男の出産に成功している。

## 主な出演作品

### 舞台
- ウィキッド（ネッサローズ）
- サウンド・オブ・ミュージック（シスター・マルガレッタ、アンサンブル3枠）

### テレビ
- NEWS ZERO（2016年11月8日、腹筋女子）

### 雑誌
- Hanako（2016年ハナコラボ）